# Bob Anderson (esgrimista)
Bob Anderson (Gosport, 15 de setembro de 1922 – Inglaterra, 1 de janeiro de 2012) foi um esgrimista, coreógrafo e ator inglês.
Bob foi um desportista olímpico ao participar da seleção inglesa de esgrima nas olimpíadas de Helsinque (1952) e em dois campeonatos mundiais da modalidade, em 1950 e 1953. Sua especialidade era o sabre, uma das três armas da esgrima.
Sua carreira como coreógrafo e ator dublê iniciou quando foi convidado para coordenar as lutas cinematográficas do filme The Master of Ballantrae (1953), estrelado por Errol Flynn, iniciando, assim, uma carreira como instrutor, coreógrafo de lutas e ator dublê.
Participou de produções, como: "The Legend of Zorro" (2005), da trilogia "O Senhor dos Anéis", "O Hobbit" (2012), From Russia with Love (1963), Casino Royale (1967), Pirates of the Caribbean: The Curse of the Black Pearl (2003), entre outros. Na série "Star Wars", foi o dublê nas lutas de sabre do personagem Darth Vader em "Star Wars Episódio V: O Império Contra-Ataca" (1980) e em "Star Wars Episode VI: Return of the Jedi" (1983).